# 赣榆历史
赣榆县历史悠久，旧石器时代已有人居住。自秦代置县，迄今已有两千多年历史。

## 政區沿革

### 先秦时期
今赣榆县境为古炎帝后裔姜姓之国，《禹贡》载为“徐州之域”，夏以前属九夷，商属人(夷)方，西周分属莒(纪鄣)、鲁(祝其)2国，春秋时，周贞定王元年（前468年）归越。周考王十年（前431年）楚灭莒，赣榆地归楚。后越灭郯、齐灭宋、楚伐鲁，或归越、或归齐、或归楚，唯强者是有。楚幽王立（前238年），楚势衰微，楚淮北地尽为齐有。

### 秦汉时期
秦始皇二十六年（前221年）秦灭齐，置琅琊郡，赣榆建县，隶属琅琊郡。秦始皇三十五年（前212年），秦置东海郡治郯，祝其、利城2县属东海郡。汉高祖四年（前203年），汉灭齐，齐地归汉，汉初因秦制，今赣榆县境分属琅琊、东海2郡。赣榆治今盐仓城(属今海头镇)，祝其治今古城(属今班庄镇)，利城治今利城(属山东省临沭县)。汉平帝元始元年（1年）二月，平帝封大司徒马宫为扶德侯，立国于赣榆，赣榆移治鬱洲（今连云区）。东汉章帝建初五年（80年），赣榆从琅琊划入东海郡。自是，赣榆、祝其、利城同属东海郡。东汉献帝建安三年（198年），升利城为郡，废赣榆县。

### 魏晋南北朝时期
魏文帝黄初六年（225年），利城郡废为县，与祝其同隶东海郡。晋武帝太康元年（280年）复赣榆县。晋初因汉制，东海郡隶于徐州刺史部，郡治郯，领郯、朐、祝其、利城、赣榆、兰陵等12县。南朝刘宋泰始七年（471年），割赣榆县立东海县，隶属东海郡。梁武帝中大通二年（530年），梁于赣榆故地置怀仁县，隶东海郡。东魏武定七年（549年）置义塘郡，领义塘、归义、怀仁3县。武陵郡领上鲜、洛要二县。

### 隋唐五代时期
隋文帝开皇三年（583年），隋废义塘、武陵二郡及义塘、归义、上鲜、洛要四县，怀仁治所南移，隶于海州。唐武德八年（625年），省祝其、利城入怀仁，郁洲改属东海，自汉平帝移赣榆治郁洲600余年，自是终止。唐太宗貞觀元年（627年），分全国为10道，河南道治汴州，海州属之。海州领朐山、东海、沭阳、怀仁4县。唐亡后，海州归淮南节度，先属杨吴，后属南唐。后周显德五年（958年），南唐献江北4州于后周，海州归后周。

### 宋元明清时期
宋太祖建隆元年（960年），后周世宗显德七年， 宋朝建立，后周之地皆归于宋。宋太宗淳化四年（993年），分全国为10道，海州属淮南道，后又分全国为15路，海州属淮南路。宋神宗熙宁五年（1072年），诏分淮南为东、西两路，海州属淮南东路。北宋亡，海州地归于金。金世宗大定七年（1167年），金改怀仁县为赣榆，仍属海州。元世祖至元十三年（1276年），海州归元后，更名海宁州，领东海、朐山、沭阳、赣榆4县。明太祖洪武元年（1368年），海宁州复名海州，治朐山，领赣榆1县，隶属淮安府。终明之世，淮安府所领皆隶南京。清世祖顺治二年（1645年），废明南京，设江南布政使司治江宁(南京)，所统府、州、县仍明之旧。清顺治十八年（1661年），江南省分置左、右布政使司，淮安府隶属江南左布政使司。清圣祖康熙六年（1667年）江苏建省。清世宗雍正二年（1724年），升海州为直隶州。隶属淮安府。清高宗乾隆三十年（1765年），海州直隶州隶属淮徐道。

### 民国时期
中华民国成立后，废府、州、厅，设道、县。民国2年（1913年），江苏省政府成立，裁直隶州，赣榆县隶属徐海道。民国23年（1934年）3月，江苏省分设9区，每区设置行政督察专员公署，赣榆县属第九专署。民国28年（1939年）3月，日军侵占赣榆城，国民政府赣榆县迁县北山区打游击，日伪于青口镇另立赣榆县维持会。县公署隶属于以徐州为中心所建置的伪淮海特区（后改伪淮海省）。民国29年（1940年）秋，八路军115师东进支队进军鲁东南，建立抗日民主根据地。11月，赣榆县抗日民主政府建立，翌年(1941年)1月，全县8个区都建立了抗日民主政权，赣榆县抗日民主政府隶属于山东省战时工作委员会莒、日、临、赣4县联合办事处(后扩为滨海专署)。民国34年（1945年）11月，为纪念滨海军区前政委符竹庭牺牲两周年，改赣榆县为竹庭县。

### 1949年以后
1950年10月，山东省滨海专署改称临沂专署，竹庭县复名赣榆县。1953年1月，赣榆县由山东省划归江苏省，隶徐州专区。1983年3月，江苏省实行市管县体制，赣榆县划归连云港市。

## 大事纪年
| 朝代       | 年代                    | 事项 |
| ---------- | ----------------------- | --- |
| 西周       | 前1046年-前771年        | 祝其国建都于今赣榆县班庄镇古城村。 莒国建都于今赣榆县中、北部。 |
| 东周       | 鲁昭公十九年（前523）   | 齐国大将高发率军征伐莒国，莒子逃亡纪鄣城。齐军攻克纪鄣，莒子逃亡。 |
| 东周       | 鲁定公十年（前500）     | 孔子相鲁会齐侯于夹谷。 |
| 东周       | 周贞定王元年（前468）   | 越国迁都琅琊，今赣榆县地属越。 |
| 东周       | 周安王二十三年（前379） | 越国衰弱，迁都于吴。其后，赣榆县地或属楚，或属齐。 |
| 东周       | 秦王政二十三年（前224） | 秦国夺取齐国地建薛郡，今赣榆县西部属薛郡。 |
| 秦         | 始皇二十六年（前221）   | 秦灭齐国置琅琊等6郡，赣榆县地属琅琊郡。 |
| 秦         | 始皇三十五年（前212）   | 分薛郡东部置东海郡，治于郯，今赣榆县西部属东海郡。 在秦山岛上立碑作为秦东门。 征民70万建阿房宫、骊山，赣榆县被选征者有赣榆距、赣揄得等人。 |
| 西汉       | 高帝四年（前203）       | 十月，齐王田横兵败逃往郁洲，汉将艾不在赣揄县境内筑城防田横。 十一月，汉将韩信平定齐地后称齐王，赣揄县属齐国。 |
| 西汉       | 高帝五年（前202）       | 正月，改封韩信为楚王，赣揄县（治盐仓城）属楚国琅琊郡，祝其（治古城）、利城（治利城）2县属楚国东海郡。 |
| 西汉       | 高帝六年（前201）       | 正月，分韩信楚国为楚、齐2国，祝其、利城2县属刘交楚国东海郡，赣揄县属刘肥齐国琅琊郡。 |
| 西汉       | 武帝元光三年（前132）   | 五月，黄河决口，朝廷不堵，黄河改道经淮、泗到安东县（今涟水）入海，又北分经游水到临洪口、纪鄣城入海。 |
| 西汉       | 元帝建昭二年（前37）    | 十一月，齐、楚所属皆地震、大雨雪，树折屋坏。 |
| 西汉       | 平帝元始元年（公元1）   | 二月丙辰，封大司徒马宫为扶德侯，食赣揄县二千户。赣揄县城迁郁洲。 |
| 新莽       | 新莽始建国三年（11）    | 黄河改道至安东县入海，赣揄县受其害。 |
| 新莽       | 新莽天凤元年（14）      | 七月，王莽分天下为万国，改琅琊郡为填夷、东海郡为沂平、利城县为流泉、祝其县为犹亭，而赣揄县、扶德侯国如故，至马宫死国除归民给县。 |
| 新莽       | 新莽天凤五年（18）      | 连年久旱，百姓缺粮，官吏贪酷，官逼民反，琅琊樊崇、逄安、吕母、东海徐宣、谢禄、杨音、刁子都等相继起事，青、徐2州大乱。 |
| 玄汉       | 玄汉更始元年（23）      | 琅琊不其人张步、东海人董宪起兵据其郡。 更始帝派王闳为琅琊太守，张步不接纳。王闳征得赣揄等6县兵数千攻张步，被张步击败。 |
| 东汉       | 建武五年（29）          | 张步兵败降汉，琅琊郡归东汉。 |
| 东汉       | 建武六年（30）          | 二月，董宪、庞萌在朐县城被汉兵久围缺粮，突围袭取赣揄县城，汉琅琊太守、强弩大将军陈俊攻取赣揄城，董、庞2人败走，东方郡县全归汉有。 |
| 东汉       | 建武十五年（39）        | 四月丁巳，封刘阳为东海公、刘京为琅琊公，祝其、利城2县属东海国,赣揄县属琅琊国。 |
| 东汉       | 建初五年（80）          | 赣揄县划归东海国。 |
| 东汉       | 光和六年（183）         | 夏，大旱。冬，大寒，东海、琅琊2郡井水结冰厚尺余。 |
| 东汉       | 光和七年（184）         | 二月，太平道张角率众暴动，青、徐、幽、冀、荆、扬、兖、豫8州之人，莫不相应。 |
| 东汉       | 中平五年（188）         | 六月丙寅，大风，东海、琅琊大水。 |
| 东汉       | 建安三年（198）         | 十二月，曹操置利城郡，废赣揄县，以地归利城郡。 |
| 三国（魏） | 黄初六年（225）         | 六月，利城郡兵蔡方等暴动，杀太守徐质（或作徐箕），推郡人唐咨为主。曹丕派屯骑校尉任福、步兵校尉段昭和青州刺史共同征讨。唐咨兵败，自海道奔吴，吴封其为将军。 废利城郡，其祝其、利城2县复归东海郡。 十月，大寒，淮、泗以北河水皆冰。 |
| 西晋       | 太康元年（280）         | 复置赣榆县（自此作赣榆），治艾不城，寻移治郁洲，仍隶于东海郡。 |
| 西晋       | 太康六年（285）         | 三月，东海郡属陨霜杀桑麦。 |
| 东晋十六国 | 晋元帝初年（317-322）   | 淮北流人相继过江淮，晋侨立郡县以司牧之，以江乘置南东海、南琅琊、南东平、南兰陵等郡。割吴郡之海虞（今常熟）北境，立郯、朐、利城、祝其、厚丘、西隰、襄贲7县，寄居曲阿（今丹阳）。 |
| 东晋十六国 | 晋太宁元年（323）       | 三月，晋东海太守以郡降后赵。 |
| 东晋十六国 | 后赵石勒六年（324）     | 正月，后赵都尉石瞻攻取晋东莞、东海。 |
| 东晋十六国 | 晋隆安三年（399）       | 八月，南燕慕容德攻取晋青州、琅琊、幽州等地，东海为南北两国交争之地。 |
| 南北朝     | 刘宋元嘉年间（424-453） | 省祝其县。 |
| 南北朝     | 刘宋泰始三年（467）     | 夏，垣崇祖据朐山归宋，魏东徐州刺史成固公据团城，赣榆县为2国交争之地。 十一月乙卯，宋分徐州置东徐州治团城，东海郡隶之。 |
| 南北朝     | 北魏皇兴二年（468）     | 正月，宋东徐州刺史张谠降魏，仍为东徐州刺史治团城（后徙下邳），领东安、东莞2郡。自此，赣榆县地入于魏，郁洲（赣榆县治）仍归宋。 |
| 南北朝     | 刘宋泰始六年（470）     | 宋在赣榆县（郁洲）侨立青、冀2州，共1刺史，郡县十无八九，仅有名存案而已。后又侨置齐郡治赣榆县。 |
| 南北朝     | 刘宋泰始七年（471）     | 宋割赣榆县地立东海县，属东海郡；又割赣榆县置郁县，立海西郡，并隶于侨青州。 |
| 南北朝     | 萧齐建元二年（480）     | 八月丁酉，魏军10万大举攻齐，围朐山。齐朐山戍主玄元度、青冀2州刺史卢绍之协同固守。闰十月庚寅夜，齐援军至，魏军败回。 |
| 南北朝     | 萧齐建元四年（482）     | 萧齐以北海郡治齐郡（原赣榆县分置），领都昌（刘宋郁县）、广饶（刘宋东海）、赣榆、胶东、剧、下密、平寿等县，皆在郁洲上。 |
| 南北朝     | 萧齐建武二年（495）     | 二月，齐军主杜僧护攻拔魏虎坑、冯时、即丘3城，拥百姓、物资还青冀。青冀2州刺史王洪范派军主崔延秀攻克魏纪城（即纪鄣），据之。 |
| 南北朝     | 萧齐建武四年（497）     | 十二月己卯，齐将王昙纷率军万余人攻魏南青州黄郭戍（在今赣榆县境），被戍主崔僧渊打败，所部皆降魏。 |
| 南北朝     | 北魏景明元年（500）     | 魏罢盐池之禁。 |
| 南北朝     | 北魏景明四年（504）     | 七月庚午，魏因盐利为豪强所专，复禁私盐。 |
| 南北朝     | 北魏正始三年（506）     | 四月乙未，魏复罢盐池之禁。 |
| 南北朝     | 北魏永平四年（511）     | 自三月十四日始，梁、魏两国军于朐山相距，至十二月庚辰，魏军大溃败，会大雪，士兵死伤三分之二，200里间僵尸遍野。 |
| 南北朝     | 萧梁天监十二年（513）   | 二月庚辰夜，郁洲民徐道角(《魏书》作徐玄明)等因不堪官吏敲诈，袭杀梁青、冀2州刺史张稷，割其头送魏请降，魏派南青州刺史樊鲁接应，樊用饥民为兵，饿死数万。梁司马霍奉伯率军打败徐道角，郁洲平。 |
| 南北朝     | 北魏熙平元年（516）     | 魏复盐池之禁。 |
| 南北朝     | 萧梁普通五年（524）     | 梁大举攻魏，自八月庚子至十一月丙辰，攻占琅琊(今临沂)、东莞以南各郡县。 |
| 南北朝     | 东魏武定七年（549）     | 三至四月，梁北兖州、青冀2州、东徐州、北青州刺史相继举州降东魏，魏于是尽有淮北之地。 是年，东魏置南青州于团城,领东安、东莞、义塘3郡9县。义塘郡治黄郭戍，领义塘（郭下）、归义（有卢山、盐仓）、怀仁（有吴山、魏山、莒城）3县，共764户2265人。改海州治龙沮，领6郡19县：东海郡领赣榆（郭下）、安流（刘宋郁县、萧齐都昌）、广饶（刘宋东海）、下密4县，共有1242户5904人；武陵郡领上鲜（郭下）、洛要（萧齐高密）2县，共273户733人。 |
| 南北朝     | 陈太建五年（573）       | 三月，陈大举北伐，至十一月克朐山、郁洲，遂驻止不进，朐山、黄郭戍一带满布兵营。 |
| 南北朝     | 陈太建六年（574）       | 四月辛丑，陈派大使抚恤朐山、黄郭戍一带流民，赈给种籽，劝课农桑。 |
| 南北朝     | 北周建德七年（578）     | 北周攻陈，至四月壬戌克清口城，尽有淮北州郡，海州属周徐州总管府。 |
| 南北朝     | 北周大象二年（580）     | 周废青冀2州为海州治朐山，领朐山、东海、武陵、沭阳、海安5郡。东海郡领广饶（郭下）、东海2县；武陵郡领上鲜、洛要2县。置莒州治东莞，领东安、义塘2郡。义塘郡治古辟阳城，领义塘（郭下）、归义、怀仁（治黄郭戍）3县。 |
| 隋         | 开皇三年（583）         | 十一月甲午，隋废东海郡县为海州，废武陵郡及所属2县，废义塘郡及归义、义塘2县，以怀仁县隶于海州。 |
| 隋         | 大业三年（607）         | 四月壬辰，改州为郡，海州改为东海郡，领朐山、东海（广饶改）、涟水、沭阳、怀仁5县，有民27858户。 |
| 隋         | 大业九年（613）         | 九月己卯，东海郡民彭孝才聚众数万暴动，天下群雄并起。 |
| 隋         | 大业十三年年（617）     | 秋，臧君相（臧霸）据怀仁县，筑新城于海边（今罗阳乡大沙村、宋庄乡范口村之间），十一月又据海州。 |
| 唐         | 武德四年（621）         | 六月乙卯，臧君相举5州降唐，拜海州总管，领海、涟、环、东楚4州。海州领朐山、龙沮、新乐、曲阳、沭阳、厚丘、怀仁、利城、祝其9县。环州领东海、青山、石城、赣榆4县。 |
| 唐         | 武德六年（623）         | 并新乐入祝其。 |
| 唐         | 武德八年（625）         | 省祝其、利城2县入怀仁县。废环州以青山、石城、赣榆3县入东海县。 |
| 唐         | 至德元载（756）         | 十月，江淮租庸使第五琦作榷盐法，置监院专管，旧盐户、游民愿业者为亭户，免杂徭，敢私煮、私卖者论以法。怀仁县亭户属东海监。 |
| 唐         | 元和十四年（819）       | 因淄青平卢节度使李师道十三年公开叛唐，朝廷兴兵进讨。二月，楚州刺史李听袭取海州，怀仁、东海2县望风而降。丙辰，淄青12州皆平，遂分为3道，沂海兖密等州都团练观察使治沂州。 |
| 唐         | 会昌五年（845）         | 七月十七日至二十日，日僧园仁访问怀仁县。 |
| 五代十国   | 南唐中主保大七年（949） | 十二月，后汉密州刺史王万敢攻克唐怀仁县荻水镇。 |
| 北宋       | 开宝三年（970）         | 开盐禁，废海州东海监。 |
| 北宋       | 天禧末年（1017-1021）   | 江淮湖荆制置发运使张纶置海州洛要、板浦、惠泽3盐场，洛要场在怀仁县南境。 |
| 北宋       | 熙宁十年（1077）        | 七月乙丑，黄河决于澶州曹村，东南入泗、淮，至楚州（今涟水）又沿盐河北泛，海州、怀仁县受害。 |
| 北宋       | 元丰八年（1085）        | 苏轼自常州赴登州任，十月上旬经怀仁县，作《怀仁令陈德任新作占山亭》2绝。 |
| 北宋       | 崇宁三年（1104）        | 正月壬辰，增县学弟子员额，怀仁县学增至40人。 |
| 北宋       | 政和二年（1112）        | 怀仁县胡松年以太学上舍生补潍州教授。 |

|  | 先秦时期       |
|  | 秦汉时期       |
|  | 魏晋南北朝时期 |
|  | 隋唐五代时期   |
|  | 宋元时期       |